# My Hero Academia: World Heroes' Mission
Pour plus de détails, voir Fiche technique et Distribution.
My Hero Academia: World Heroe's Mission est un film d'animation japonais réalisé par Kenji Nagasaki, sorti en 2021 au Japon et en janvier 2022 en France. Il y a une scène à la fin de l'épisode 16 de la saison 5 de l'anime qui est liée à ce troisième métrage.
Dans le monde de nos héros, l'idée que les Alters sont des dérives qui mettent à l'épreuve l'humanité fait son chemin. L'organisation secrète de "Humarise", qui souhaite restaurer la pureté de l'humanité en supprimant les porteurs d'Alters, a secrètement placé en différents points du globe des bombes d'un nouveau genre. Celles-ci reprennent la base d'une drogue qui exacerbe les Alters, au point d'en tuer son porteur. Après une première attaque réussie, une coalition internationale d'héros est mise sur pied pour arrêter l'organisation en différents point du globe. Deku, Shôto et Bakugô, apprentis à l'agence d'Endeavor, sont envoyés à Otheon. Mais l'opération est un échec. Pris dans un malencontreux accident, Deku est propulsé ennemi public numéro un. Parallèlement, Humarise laisse deux heures aux héros pour les arrêter. Deku devra compter sur ses amis tout autour du globe et sur un nouvel ami pour mettre fin, peut-être, à cette attaque mondiale.

## Synopsis
Un culte apocalyptique connu sous le nom de Humarise croit que les alters finiront par devenir si puissants qu'ils entraîneront l'extinction de l'humanité. Pour cette raison, ils ont posé des bombes partout dans le monde remplies de gaz "Trigger" qui tue les utilisateurs d'alter en rendant leurs alters incontrôlables et en mourant dans le processus. Leur chef, Flect Turn, prévoit d'utiliser ces bombes pour sauver l'humanité en tuant la population altérique.
Après que Humarise a fait exploser sa première bombe trigger, la World Heroes Association envoie les héros professionnels et les étudiants du lycée Yuei sur les cibles de Humarise dans l'espoir de désarmer les bombes restantes. Izuku Midoriya, Katsuki Bakugo et Shoto Todoroki font partie de ceux qui sont envoyés au siège principal supposé de Humarise, dans le pays d'Otheon. Aucun des héros ne trouve la moindre trace de Humarise, et ils sont mis en attente. Lors d'une sortie, Izuku, Katsuki et Shoto rencontrent un vol de bijoux en cours. Shoto et Katsuki poursuivent les voleurs tandis qu'Izuku poursuit leur coursier, Rody Soul, un gamin des rues qui a pris le travail pour subvenir aux besoins de ses jeunes frères et sœurs.
Pendant ce temps, Alan Kay, un scientifique de Humarise, s'enfuit avec une mallette importante mais est attaqué par un agent de Humarise, Beros, et il plante sa voiture au milieu de la poursuite d'Izuku et Rody. Rody attrape accidentellement la mallette de Kay peu de temps avant qu'Izuku ne l'attrape. Ils sont bientôt attaqués par la police, mais Izuku s'échappe avec Rody en utilisant le fouet noir. Izuku est publiquement accusé de meurtre de masse par le chef de la police d'Otheon, qui est membre de Humarise, et sort de la grille selon les conseils de Shoto. Izuku et Rody se dirigent vers le pays voisin de Klayd, où la police d'Otheon n'aura pas compétence. Izuku envoie un message codé sur sa nouvelle destination à Shoto, qui part avec Katsuki pour le rejoindre là-bas.
Cette nuit-là, Rody a le mal du pays et signale secrètement la mallette à la police. Les officiers qui arrivent se révèlent être des agents de Humarise, qui l'attaquent. Après avoir été réveillé par le compagnon oiseau de Rody, Pino, Izuku le sauve, mais est blessé par Beros pendant le combat. Rody s'excuse auprès d'Izuku tout en le rafistolant, expliquant que son père a abandonné la famille pour rejoindre Humarise, et que lui et ses frères et sœurs ont été ostracisés en conséquence. Les deux sont attaqués à la frontière de Klayd par Beros, mais sont sauvés par Katsuki et Shoto, tandis que Beros se suicide pour échapper à la capture.
Plus tard, Izuku découvre un compartiment caché dans la mallette contenant un puzzle avec lequel Rody a joué quand il était enfant. Rody le résout et trouve un périphérique USB et un disque de données à l'intérieur. Le disque contient un message de Kay, qui révèle que lui et Eddy Soul, le père de Rody, ont été forcés par Humarise de créer les bombes Trigger. L'appareil contient un code de mise à mort pour les bombes créées par Kay et Eddy. Humarise annonce qu'ils feront exploser leurs bombes restantes dans deux heures, forçant les héros déployés à traverser la panique mondiale qui s'ensuit pour les retrouver. Izuku et les autres se dirigent vers le siège de Humarise avec l'appareil, dans un avion piloté par Rody.
Katsuki et Shoto se battent avec les guerriers de haut rang d'Humarise, tandis qu'Izuku fait face à Flect Turn, dont l'alter reflète tout ce qui entre en contact avec lui. Izuku est submergé par les défenses naturelles de Flect Turn, ainsi que par son barrage laser. Rody arrive et trahit apparemment Izuku en remettant l'appareil en échange de la sécurité de ses frères et sœurs. Grâce à Pino, qui est en fait l'alter sensible de Rody qui exprime ses véritables sentiments et intentions, Izuku se rend compte qu'il s'agit d'une feinte et prend Flect Turn au dépourvu. Réalisant que l'alter de Flect Turn a une limite à la quantité de dégâts qu'il peut subir, Izuku utilise le Revêtement intégral à 100%, pour vaincre Flect Turn avec un déluge de coups de poing et de pied d'une puissance titanesque. 
Pendant ce temps, Rody se dirige vers le système de contrôle des bombes trigger, et bien qu'ils aient été blessés par le système de défense laser, lui et Pino parviennent enfin à insérer l'appareil à temps, empêchant les bombes d'exploser. Dans la foulée, les membres survivants de Humarise sont arrêtés, tandis que les héros sont soignés à l'hôpital. Alors qu'Izuku retourne au Japon, lui et Rody se disent au revoir en larmes. La seconde A se réunit à Yuei., tandis que Rody obtient un emploi de concierge, de serveur et de lave-vaisselle; et il poursuit également son rêve de devenir pilote.

## Fiche technique
- Titre original : 僕のヒーローアカデミア THE MOVIE ワールドヒーローズミッション (Boku no Hīrō Akademia Za Mūbī: Wārudo Hīrōzu Misshon?)
- Réalisation : Kenji Nagasaki
- Scénario : Yosuke Kuroda, d'après les mangas de Kōhei Horikoshi
- Musique : Yūki Hayashi
- Décors :
- Costumes :
- Photographie : Mayuko Furumoto
- Montage : Jeremy Jimenez et Daniel Mancilla
- Animation : Yoshihiko Umakoshi
- Producteur : Justin Cook et Michael Harcourt
  - Assistant producteur : Z. Charles Bolton et Samantha Herek
- Sociétés de production : Bones
- Société de distribution : CGR Events
- Pays de production :  Japon
- Langue originale : japonais
- Format : couleur — 2,35:1
- Genre : Animation
- Durée : 104 minutes
- Dates de sortie :
  - Japon : 6 août 2021
  - Canada : 29 octobre 2021
  - France : 26 janvier 2022

## Acteurs principaux

### Voix originales
- Daiki Yamashita : Izuku Midoriya / Deku
- Nobuhiko Okamoto : Katsuki Bakugo
- Yūki Kaji : Shoto Todoroki / Shoto
- Ryō Yoshizawa : Rody Soul
- Tetsu Inada : Enji Todoroki / Endeavor
- Yūichi Nakamura : Keigo Takami / Hawks
- Megumi Hayashibara : Pino
- Kazuya Nakai : Flect Turn
- Mariya Ise : Belos
- Junya Enoki : Serpenters
- Shogo Sakata : Leviathan
- Hirofumi Nojima : Allen Kay
- Ayane Sakura : Ochako Uraraka / Uravity
- Aoi Yūki : Tsuyu Asui / Froppy
- Marina Inoue : Momo Yaoyorozu / Creati
- Kenta Miyake : Toshinori Yagi / All Might

### Voix françaises
- Bastien Bourlé : Izuku Midoriya / Deku
- Emmanuel Rausenberger : Katsuki Bakugo
- Bruno Méyère : Shoto Todoroki / Shoto
- Yoann Sover : Rody Soul
- Vincent Violette : Flect Turn
- Frédéric Souterelle : Enji Todoroki / Endeavor
- Nicolas Dussaut : Keigo Takami / Hawks
- Charles Mendiant : Eijiro Kirishima / Red Riot et Fumikage Tokoyami / Tsukuyomi
- Clara Soares : Ochako Uraraka / Uravity

## Accueil
Le film est globalement bien accueilli lors de sa sortie et les critiques plutôt positives. Lors de sa sortie officielle en France, le film se place en tête du box-office avec 43 011 entrées (dont 25 524 en avant-première) devant le drame français Les Promesses (18 933 entrées) et la comédie dramatique Presque (18 841). Au terme de la première semaine d'exploitation, le long-métrage d'animation parvient à se hisser à la 5e place avec 129 395 entrées.
Pour la presse (4 titres), le film reçoit une moyenne de 3,5/5 sur le site allociné et une moyenne de 3,8/5 au 12 février 2022 pour les critiques spectateurs (283 notes), toujours sur Allociné. 